# John Nicolson
John MacKenzie Nicolson (Glasgow, 23 de juny de 1961) és un polític i periodista escocès. És militant del Partit Nacional Escocès (SNP) i va ser presentador de televisió. És diputat del Parlament per la circumscripció d'East Dunbartonshire, elegit en les eleccions generals de 2015. És el portaveu de l'SNP en matèria de cultura, mitjans i esport a la Cambra dels Comuns.